# 湯井站
湯井站（：／ Tangjeong yeok */?）是首都圈電鐵1號線長項線路段沿線的一座高架車站，位於韓國忠清南道牙山市湯井面梅谷里。

## 車站結構
站體為2面2線側式月台的高架車站，候車月台設有月台幕門，並有2處出口。

### 月台配置
| ↑ 牙山 |
| \| ２  |
| 排芳 ↓ |

| 月台 | 路線             | 目的地                   |
| ---- | ---------------- | ------------------------ |
| 1、2 | ●首都圈電鐵1號線 | 天安、水原、光大學方向   |
| 3、4 | ●首都圈電鐵1號線 | 排芳、溫陽溫泉、新昌方向 |

## 歷史
- 2018年10月：開始動工。
- 2021年7月26日：公佈鐵道距離標[1]。
- 2021年10月30日：落成啟用。

## 車站周邊
- 長在119消防安全中心
- 鮮文大學（朝鲜语：선문대학교）牙山校區
- 雪華高校
- 雪華中學
- 蓮花初等學校
- 牙山龍淵初等學校

## 圖片

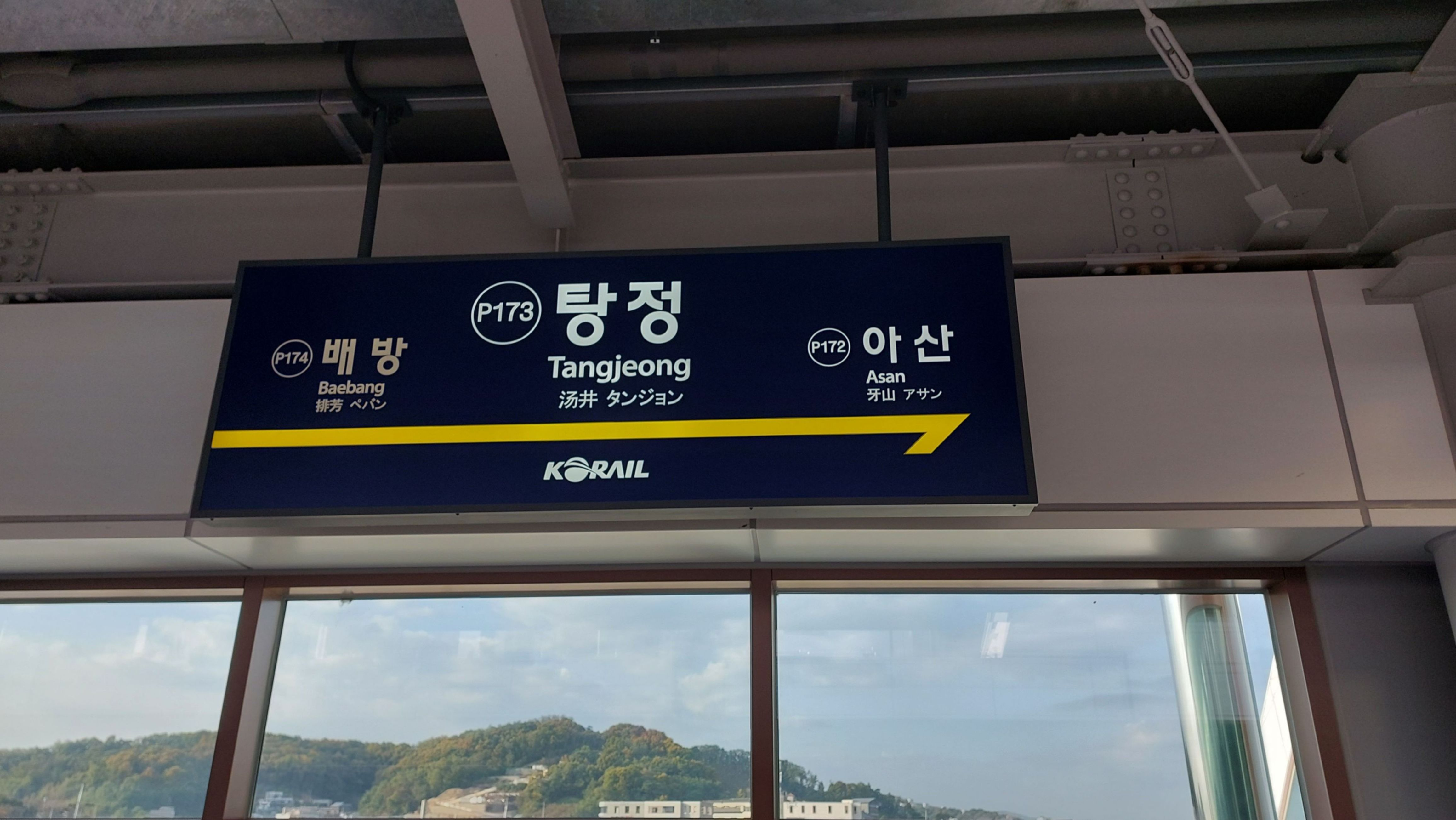
站名牌
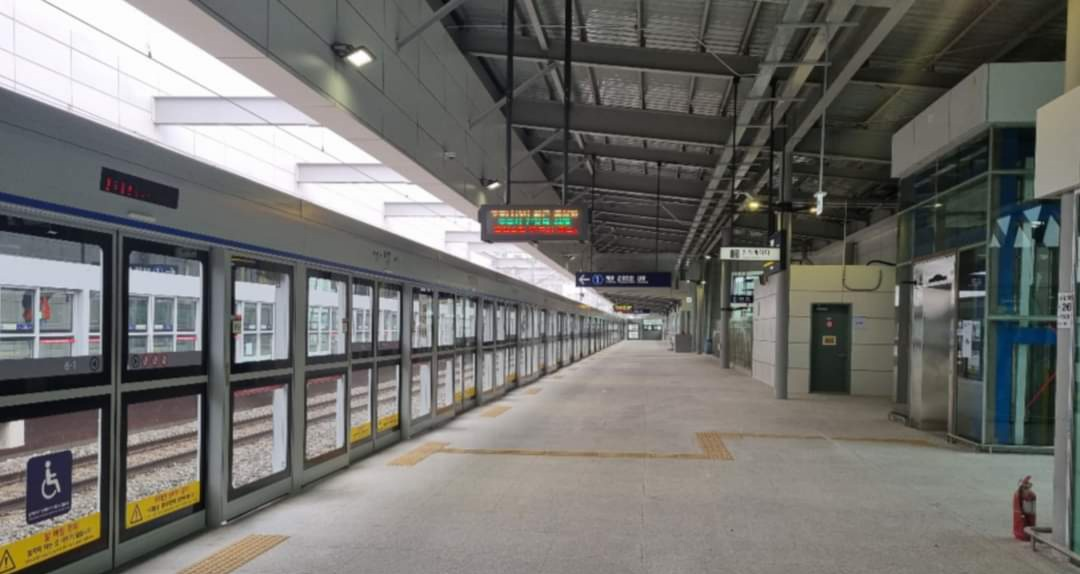
候車月台

## 相鄰車站
韓國鐵道公社
●首都圈電鐵1號線
京釜線A急行、京釜線緩行
牙山（P172）－湯井（P173）－排芳（P174）